# Wahlkreis Südgrönland
Der Wahlkreis Südgrönland war von 1979 bis 1999 ein grönländischer Wahlkreis für die Wahl zum Inatsisartut. Der Wahlkreis umfasste die Gemeinden Nanortalik, Narsaq und Qaqortoq.

## Vertreter
Folgende Personen vertraten den Wahlkreis:
| Wahlperiode | Mitglied | Mitglied           | 1. Stellvertreter     | 2. Stellvertreter      | Anmerkung                                                                     |
| ----------- | -------- | ------------------ | --------------------- | ---------------------- | ----------------------------------------------------------------------------- |
| 1979–1983   |          | Jonathan Motzfeldt | Henrik Lund           | Peter Davidsen         |                                                                               |
| 1979–1983   |          | Hendrik Nielsen    | Peter Lundblad        | Frederik Isaksen       |                                                                               |
| 1979–1983   |          | Peter Ostermann    | Else Høegh            | Abel Egede             |                                                                               |
| 1979–1983   |          | Niels Nielsen      | Kaj Egede             | Ole H. Egede           |                                                                               |
| 1979–1983   |          | Lars Godtfredsen   | Agnethe Nielsen       | Erik Røde Frederiksen  | Ausgleichsmandat; Lars Godtfredsen trat im Mai 1981 zurück.                   |
| 1983–1984   |          | Jonathan Motzfeldt | Henrik Lund           | Peter Davidsen         |                                                                               |
| 1983–1984   |          | Peter Ostermann    | Else Høegh            | Poul Frederiksen       |                                                                               |
| 1983–1984   |          | Hendrik Nielsen    | Kaj Egede             | Frederik Isaksen       |                                                                               |
| 1983–1984   |          | Ingvar Høegh       | Agnethe Nielsen       | Erik Røde Frederiksen  |                                                                               |
| 1983–1984   |          | Torben Emil Lynge  | Lars Godtfredsen      | Poul Frederiksen       | Ausgleichsmandat                                                              |
| 1983–1984   |          | Amandus Petrussen  | Jens Adolfsen         | Per Sonberg            | Ausgleichsmandat                                                              |
| 1983–1984   |          | Isak Lund          | Amos Nielsen          | Kaj Kleist             |                                                                               |
| 1984–1987   |          | Jonathan Motzfeldt | Henrik Lund           | Peter Nukaaraq Hansen  |                                                                               |
| 1984–1987   |          | Peter Ostermann    | Else Høegh            | Poul Frederiksen       |                                                                               |
| 1984–1987   |          | Hendrik Nielsen    | Johannes Olsen        | Anders Kielsen         |                                                                               |
| 1984–1987   |          | Ingvar Høegh       | Agnethe Nielsen       | Steen Egede Hegelund   |                                                                               |
| 1984–1987   |          | Isak Lund          | Bjarne Egede          | Niels Peter Mikaelsen  |                                                                               |
| 1987–1991   |          | Jonathan Motzfeldt | Henrik Lund           | Peter Nukaaraq Hansen  |                                                                               |
| 1987–1991   |          | Peter Ostermann    | Else Høegh            | Isak Vahl              |                                                                               |
| 1987–1991   |          | Josef Motzfeldt    | Aqqalukasik Kanuthsen | Johanne Petrussen      | Josef Motzfeldt wurde am 12. April 1988 durch ein Misstrauensvotum abgewählt. |
| 1987–1991   |          | Hendrik Nielsen    | Johannes Aronsen      | Abraham Mikaelsen      |                                                                               |
| 1987–1991   |          | Torben Emil Lynge  | Hans J. Frederiksen   | Pele Møller            |                                                                               |
| 1991–1995   |          | Jonathan Motzfeldt | Henrik Lund           | Peter Nukaaraq Hansen  |                                                                               |
| 1991–1995   |          | Peter Ostermann    | Steen Egede Hegelund  | Sofie Kielsen          |                                                                               |
| 1991–1995   |          | Josef Motzfeldt    | Alfred Jakobsen       | Lone Birch             |                                                                               |
| 1991–1995   |          | Agnethe Nielsen    | Sofie Kielsen         | Isak Vahl              |                                                                               |
| 1991–1995   |          | Kaj Egede          | Hendrik Nielsen       | Cecilie Vahl           |                                                                               |
| 1995–1999   |          | Jonathan Motzfeldt | Henrik Lund           | Jokum Schmidt          |                                                                               |
| 1995–1999   |          | Josef Motzfeldt    | Alfred Jakobsen       | Otto Stach             |                                                                               |
| 1995–1999   |          | Peter Ostermann    | Sofie Kielsen         | Berthel Jakobsen       |                                                                               |
| 1995–1999   |          | Lars Sørensen      | Thor Petersen         | Hans Fontain           | Ausgleichsmandat                                                              |
| 1995–1999   |          | Lars Karl Jensen   | Konrad Lorentzen      | Lars Albrechtsen       |                                                                               |
| 1995–1999   |          | Finn Karlsen       | Agnethe Nielsen       | John Ibsen Christensen |                                                                               |
| 1995–1999   |          | Kristine Raahauge  | Jens Frederik Knudsen | Cecilie Vahl           |                                                                               |